# Аверін Віталій Олександрович
Віта́лій Олекса́ндрович Аве́рін (псевдо «Авер»; нар. 2 червня 1986, Київ) — український військовослужбовець, головний сержант 47 ОМБр «Маґура» з липня 2023 року. Добровольцем пішов на війну 2014 року та служив у батальйоні «Донбас».

## Життєпис
Після подій на Майдані йому на очі трапилося оголошення, де зазначалося, що Національна гвардія набирає людей у добровольчий батальйон «Донбас» для війни з агресором на сході України. Віталій одразу відгукнувся на це оголошення, і менш ніж за місяць навчань на полігоні, у червні 2014-го, брав участь у штурмі Бахмута й Лисичанська, визволяв Попасну. На його рахунку — безліч наступальних операцій та визволення українських населених пунктів від окупантів
Після серйозного поранення в Широкиному він лікувався місяць та мав провести в медзакладі ще немало часу. Однак натомість написав відмову від лікування та з комбатом вирушив на схід. Те ж саме повторилося після поранення в Зайцевому 2017 року.
11 липня 2023 року головний сержант 47 ОМБр «Маґура» Валерій Маркус вирішив за власним бажанням покинути свою посаду. Його рапорт прийняли та через два дні цю посаду обійняв Віталій. До цього Аверін був головним сержантом одного з підрозділів 47 ОМБр.

## Нагороди
За особисту мужність і героїзм, виявлені у захисті державного суверенітету та територіальної цілісності України, вірність військовій присязі
- нагороджений орденом «За мужність» III ступеня (26.2.2015).